# 落合車站 (北海道)
落合車站（日语：／ Ochiai eki */?）是曾位於北海道空知郡南富良野町字落合的北海道旅客鐵道（JR北海道）根室本線的鐵路車站。車站編號為T37。電報略號為オチ。海拔高度是413米。

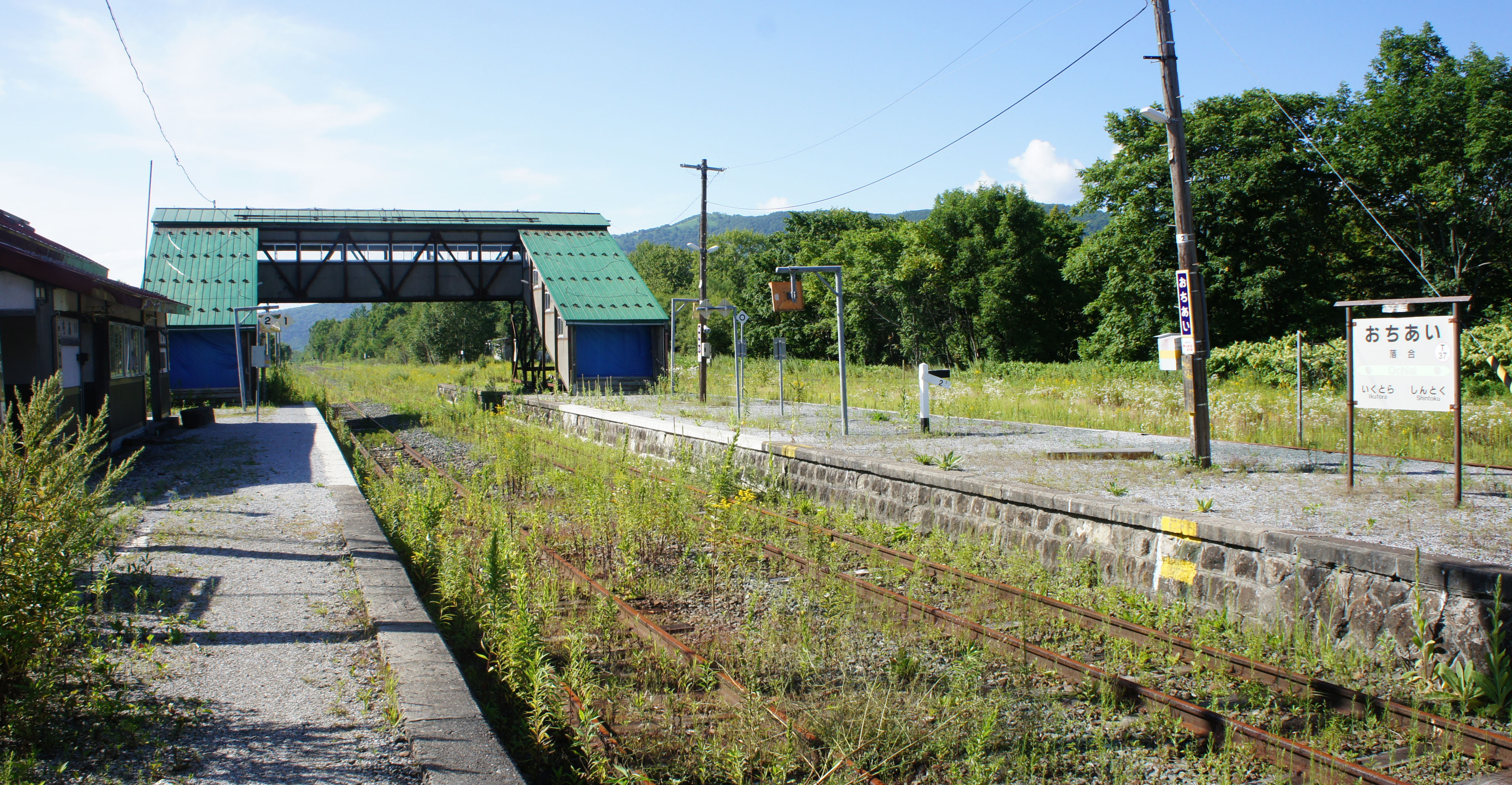
月台(2017年8月)

## 歷史
以前根室本線並不是經過現在的新狩勝隧道，相反在陡峭的狩勝山口設置軌道，並在穿越狩勝山口後設置車站。在舊路線時期，在新得車站之間設置狩勝信號場及新內車站。
- 1901年（明治34年）9月3日 - 以北海道官設鐵道十勝線的車站開始營業。一般車站。設置落合車輛段。
- 1905年（明治38年）4月1日 - 由官設鐵道接管。
- 1966年（昭和41年）
  - 9月30日 - 途經新狩勝信號場的新路線開始營業。
  - 10月1日 - 途經新內車站的舊路線被廢除。
- 1982年（昭和57年）11月15日 - 廢除貨物及行李處理。
- 1986年（昭和61年）4月1日 - 車站無人化。
- 1987年（昭和62年）4月1日 - 國鐵分割民營化後，由JR北海道繼承。
- 2016年（平成28年）8月31日 - 由於受到颱風影響，車站停止營運。
- 2024年（令和6年）4月1日 - 伴随富良野 - 新得区间停驶而废除。

## 車站構造
- 落合車站為擁有2個月台及3條鐵路路線的地面車站。其中3號線供從瀧川車站方向的列車折返之用。
- 無人車站，只保留木造車站大樓。

## 車站周邊
擁有小型市區。
- 北海道道1117號落合停車場線
- 國道38號
- 富良野警察署落合派出所
- 落合郵政局
- 南富良野町立落合小學
- 南富良野町立落合中學
- 占冠村營巴士「落合車站前」、南富良野町營循環巴士「落合診所前」站

## 相鄰車站
北海道旅客鐵道（JR北海道）
■根室本線
幾寅（T36）－落合（T37）－（上落合信號場）－（新狩勝信號場）－（廣內信號場）－（西新得信號場）－新得（K23）
根室本線 (舊線)
落合（T37）－（狩勝信號場）－（新內）－新得（K23）

## 外部連結
- （日語）落合車站 （页面存档备份，存于）
- （日語）參觀全部車站之旅 （页面存档备份，存于）